# Cryptocarya lecomtei
Cryptocarya lecomtei är en lagerväxtart som beskrevs av Kostermans. Cryptocarya lecomtei ingår i släktet Cryptocarya och familjen lagerväxter. Inga underarter finns listade i Catalogue of Life.